# Dawson Township (Iowa)
Pour les articles homonymes, voir Dawson Township.
Dawson Township est un township, du comté de Fremont en Iowa, aux États-Unis,.
Il est fondé en 1872 et nommé en l'honneur d'un pionnier.

## Source de la traduction
- (es) Cet article est partiellement ou en totalité issu de l’article de Wikipédia en espagnol intitulé « Municipio de Dawson (condado de Greene, Iowa) » (voir la liste des auteurs).